# ۱۰۴۳ (خورشیدی)
۱۰۴۳ هزار و چهل و سومین سال هجری خورشیدی است.